# Rendszeres hangmegfelelések törvénye
A rendszeres hangmegfelelések törvénye (az összehasonlító nyelvészetben) egy olyan, nyelvészek által alkalmazott technika, amelyet nyelvek rokonságának bizonyítására használnak. Célja az, hogy két (vagy több) nyelvet egyetlen alapnyelvre vezessen vissza különféle kölcsönös – nem feltétlenül szembetűnő – hasonlóságok alapján. Szembeállítható a belső rekonstrukció módszerével (lásd még; Indoeurópai alapnyelv, szógyök), amely egy nyelv belső szerkezetét és időbeni fejlődését tanulmányozza. Közönséges esetben mindkét módszert egyszerre használják.
A rendszeres hangmegfelelések alapján ezt az alapnyelvet helyre lehet állítani. A nyelvrokonság csak akkor ítélhető pontosnak, ha a feltételezett közös ős működőképes (bizonyos szintű kommunikációra alkalmas), és a rendszeres hangmegfelelések a véletlen példáktól eltekintve is érvényesek annak leszármazottaira.
A módszert a XIX. században fejlesztették ki az indoeurópai nyelvcsalád vizsgálata során, s a nyelvészet azóta is biztos módszernek tartja két nyelv rokonságának megítélésében.

## Története
Az első ismert, nyelvtani és lexikális alapozású nyelvösszehasonlítást a magyar Sajnovics János végezte 1770-ben, ahol a magyar nyelv és a számi nyelvek (lapp) rokonságát próbálta bizonyítani. Ebből a korai próbálkozásból később megszületett a finnugor nyelvcsalád, Gyarmathi Sámuel által 1799-ben. Mindenesetre, a korszerű összehasonlító módszert William Jones, Indiában élt angol filológus nevéhez kötjük, aki 1782-ben a következő híres megállapítást tette meg:
»A szanszkrit nyelv, akármekkora is legyen antikvitása, bámulatos szerkezettel rendelkezik; tökéletesebbel, mint a görög, bőségesebbel, mint a latin, és még rendkívüliebben kifinomult a másik kettőnél, egy erősebb affinitást mutatva mindkettőjükhöz, mind az igék tövében, mind a nyelvtani alakokban, minthogy ez csupán a véletlen csalódása; csakugyan igen reménytelen, hogy egy nyelvész hármójukat anélkül vizsgálja, hogy el ne hinné, mindegyik egy közös forrásból fakadt, ami, talán, többé nem létezik. Van egy hasonló érv, habár nem túl erélyes, hogy a gót és a kelta, noha igencsak eltérő nyelvezettel rendelkezik, a szanszkrittal közös eredettel bír, és az óperzsát is a családhoz kellene adni.«
Jones bepillantása az alapnyelv gondolatának kieszelése felé vezető út első lépése volt; azt is felismerte, hogy a nyelveket családokba lehet rendezni (egy alapnyelv számos leszármazott nyelvre bomlott fel, és ezek közül néhány még továbbiakra).
Tehát a rendszeres hangmegfelelések törvényét alkalmazó eljárás célja nem más volt, mint az indoeurópai alapnyelv – amelyet a már említett Jones is feltételezett – helyreállítása. Az indoeurópai nyelvek kapcsolatait tudományos szakszerűséggel legelőször a német nyelvész, Franz Bopp vizsgálta 1816-ban. Ugyan nem tett próbálkozást az alapnyelv rekonstruálására, megkísérelte bebizonyítani, hogy a görög, a latin és a szanszkrit egymással rokon – érvei szerint azért, mert hasonló szerkezettel és közös szókicsi elemekkel is rendelkeznek.
A szintén német Friedrich Schlegel 1808-ban megállapította, hogy fontos az összehasonlított nyelvek lehető legrégebbi bizonyosan ismert alakját alkalmazni kapcsolataik meghatározására. Tíz esztendővel később, 1818-ban, a dán Rasmus Christian Rask leírta a szabályos hangváltozások alapelvét, amikor a germán nyelvek bizonyos szavainak latin és görög megfelelőit vizsgálta. Mint nem egy a korábbi kutatók közül, szintén német volt Jacob Grimm is – akit inkább meséíről ismernek –, aki a Deutsche Grammatik (Német nyelvtan) című művében már a korszerű eljáráshoz igen hasonlatos úton próbálta demonstrálni azt, hogy a germán nyelvek egy alapnyelvből fejlődtek ki.
Sem Rask, sem Grimm nem volt képes magyarázatot adni a hangtörvényeikkel ellentmondó kivételekre. Noha Hermann Grassmann egy 1862-es kiadványában egyet ezek közül már kifejtett, egészen 1875-ig várni kellett arra, hogy a dán Karl Verner felismerje azt a metodológiai áttörésnek tekinthető felfedezést, amely ma az ő nevét viseli; ez nem más volt, mint hogy egy adott hang fonológiai változásai attól is függnek, hogy az egy szó mely részében foglal helyet, mik a szomszédos hangok, és hová esik a szó hangsúlya. Ma ezeket a környezeti tényezőknek nevezzük.
A módszert a későbbiek során tovább pontosították, s így a rendszeres hangmegfelések törvényének alkalmazása lett a meghatározó a további nyelvcsaládok vizsgálata során is.

## A törvény alkalmazása

### 1. A lehetséges rokonok felkutatása
A rokonságot két nyelv között akkor lehet bizonyítottnak tekinteni, ha az alapszókincs szavai között számos hasonlóságot lehet felfedezni, vagyis megfigyelhető egy ismétlődő megfelelés e szavak fonetikai szerkezetében. Ennélfogva, az első feladat egy olyan lista összeállítása, amely olyan szavakat tartalmaz a rokonítani kívánt nyelvek szavai közül, amelyek feltehetően azonos származásúak. Ezek a szavak általában a primitívebb fogalomkörből kell, hogy meríttessenek.
Például, a polinéz nyelvek néhány szava:
| Nyelv      | egy   | kettő | három | négy | öt    | ember  | tenger | tiltott dolog | polip | kenu | belépni |
| ---------- | ----- | ----- | ----- | ---- | ----- | ------ | ------ | ------------- | ----- | ---- | ------- |
| Tongai     | taha  | ua    | tolu  | fā   | nima  | taŋata | tahi   | tapu          | feke  | vaka | hū      |
| Szamoai    | tasi  | lua   | tolu  | fā   | lima  | taŋata | tai    | tapu          | feʔe  | vaʔa | ulu     |
| Māori      | tahi  | rua   | toru  | ɸā   | rima  | taŋata | tai    | tapu          | ɸeke  | waka | uru     |
| Rarotongai | taʔi  | rua   | toru  | ʔā   | rima  | taŋata | tai    | tapu          | ʔeke  | vaka | uru     |
| Hawaii     | kahi  | lua   | kolu  | hā   | lima  | kanaka | kai    | kapu          | heʔe  | waʔa | ulu     |
| Rapanui    | -tahi | -rua  | -toru | -ha  | -rima | taŋata | tai    | tapu          | heke  | vaka | uru     |

### 2. A rendszeres megfelelések megállapítása
Miután a szólisták elkészültek, a következő lépés az egykor végbement hangtani változások megállapítása. A rendszeres hangmegfelelés alapeszméje nagyon fontos itt: például, a puszta hangalakbeli hasonlóság az angol day és a latin dies (mindkettő nap jelentéssel) szavak között nem bizonyítja a két nyelv rokonságát, ugyanis a szóeleji d- angol hang egyéb esetekben nem felel meg a latin szóeleji d- hangnak:
| Angol  | ten   | two   | tow    | tongue          | tooth |
| Latin  | decem | duo   | duco   | dingua > lingua | dent- |
| Magyar | tíz   | kettő | vontat | nyelv           | fog   |

Mivel a fenti táblázatban látható igazán szisztematikus megegyezés aligha lehet véletlenszerű, ha az eltérő lehetőségeket – mint például tömeges kölcsönzés – ki tudjuk zárni, a megfelelés a közös eredet bizonyítására hasznosítható. Feltéve, hogy még további ilyen megfeleléseket találunk, és ezek egy értelmes mintát vesznek fel, és ha a megfelelések egy része ráadásul nem is szembetűnő (a t : t megfelelés az, míg az ŋ : b aligha), a közös származás egy gyakorlati ténnyé lesz.

### 3. A nem teljes vonatkozású megfelelések megkeresése
Mialatt a rendszeres hangmegfelelések törvénye megszületett (XVIII. és XIX. század), két olyan jelentős továbbfejlesztés is megtörtént, amely növelte a módszer hatékonyságát.
Először, felismerték, hogy a hangmegfelelések közül számos csak a megfelelő kontextusban fordul elő. Például, egyaránt a görögben és egyaránt a szanszkritban is a hehezetes zárhangok hehezetlenekké fejlődtek, de csak akkor, ha még egy második hehezetes hang is előfordult az adott szóban később. Ez a Grassmann-törvény, amely nevét Hermann Grassmann nyelvész után kapta.
Másodszor, rájöttek, hogy a hangtani változások néha olyan kontextusban történtek, amely a későbbiek során eltűnt. Például a szanszkrit velárisok (k-szerű hangok) helyére palatálisok (cs-szerű hangok) kerültek akkor, ha azokat az *i vagy *e hang követte (a csillag itt a feltételezettség jele). E változás után, az *e helyére minden esetben a hang került (pontosabban, a korábbi *e, *o és *a egy puszta a hanggá olvadt össze). Ez az esemény nem lett volna helyreállítható, ha az e létezésére más indoeurópai nyelvekből ne lenne példa. Így a Latin que (és) őrzi az eredeti e magánhangzót, ami a mássalhangzó-eltolódást eredményezte a szanszkritban:
| 1. | *ke | ószanszkrit és                                          |
| 2. | *ce | A velárisok helyére palatálisok kerültek *i és *e előtt |
| 3. | ca  | az *e a-vá alakul                                       |

### 4. Az eredeti fonémák helyreállítása
A munka ezen lépése sokkal szubjektívebb, mint a korábbiak. A nyelvész ez esetben azon ismereteire kényszerül támaszkodni, amelyek arról szólnak, milyen hangtani változások megtörténése jellemző, s melyeké nem. Például, a zöngétlen mássalhangzók magánhangzók közti zöngésedése általános jelenség, amely a világ majdnem minden nyelvében megtörtént – míg az ellentétes folyamatra alig ismert példa. Emiatt, egy olyan nyelvész, aki olyan nyelveket vizsgál, ahol a magánhangzóközi mássalhangzók között a -t- : -d- összefüggés áll fenn, azt állítaná, hogy az eredeti ősalak a *-t- volt, és a másik nyelvben ez zöngésedett -d-vé (kivéve, ha nincs egy nagyon erős érv ez ellen).

### 5. A létrehozott rendszer tipológiai ellenőrzése
Az utolsó lépésben a nyelvész a helyreállított fonémák mindegyikét leellenőrzi, hogy az így kapott rendszer megfelel-e a kényszerű tipológiai szabályoknak.
A helyreállított hangrendszer és azok nyelvtörténeti átalakulásainak ismeretében a kutatómunka tovább folyhat: ha itt nem bukott meg a nyelvrokonság-elmélet, lehetőség nyílik a nyelvtani morfémák, névszó- és igeragozások összehasonlítására is. Egy dokumentálatlan ősnyelv teljes rekonstrukciója azonban mégsem lehet teljes: a nyelvek ilyen jellegű változásait tökéletesen nyomonkövetni nem lehet, a struktúrák elkerülhetetlen változásai miatt – akárhogyan is, egy következetes részleges rekonstrukció értelmezhető és értelmezendő a nyelvek közös származásának bizonyítékaként.

## Forrásművek
- Aikhenvald, Alexandra Y. and R. M. W. Dixon (eds.) (1999). The Amazonian Languages. Cambridge: Cambridge University Press.
- –––– (eds.) (2001). Areal Diffusion and Genetic Inheritance: Problems in Comparative Linguistics. Oxford: Oxford University Press.
- Beekes, Robert S. P. (1995). Comparative Indo-European Linguistics. Amsterdam: John Benjamins.
- Bloomfield, Leonard (1925). "On the Sound System of Central Algonquian." Language 1:130-56.
- Campbell, George L. (2000). Compendium of the World's Languages (2nd ed.). London: Routledge.
- Campbell, Lyle (1997). American Indian Languages: The Historical Linguistics of Native America. New York: Oxford University Press.
- –––– (2004). Historical Linguistics: An Introduction (2nd ed.). Cambridge: The MIT Press.
- Churchward, C. Maxwell. (1959). Tongan Dictionary. Tonga: Government Printing Office.
- Comrie, Bernard (ed.) (1990). The World's Major Languages. New York: Oxford University Press.
- Crowley, Terry (1992). An Introduction to Historical Linguistics (2nd ed.). Auckland: Oxford University Press.
- Dixon, R. M. W. (1997). The Rise and Fall of Languages. Cambridge: Cambridge University Press.
- Fox, Anthony (1995). Linguistic Reconstruction: An Introduction to Theory and Method. New York: Oxford University Press.
- Goddard, Ives (1974). "An Outline of the Historical Phonology of Arapaho and Atsina." International Journal of American Linguistics 40:102-16.
- –––– (1994a). "A New Look for Algonquian." Paper presented at the Comparative Linguistics Workship, University of Pittsburgh, April 9.
- –––– (1994b). "The West-to-East Cline in Algonquian Dialectology." Actes du Vingt-Cinquième Congrès des Algonquibustes, ed. William Cowan: 187-211. Ottawa: Carleton University.
- Holm, John (1989). Pidgins and Creoles. Cambridge: Cambridge University Press.
- Janda, Richard D. & Brian D. Joseph (1989). "In Further Defence of a Non-Phonological Account for Sanskrit Root-Initial Aspiration Alternations". Proceedings of the Fifth Eastern States Conference on Linguistics: 246-260. Columbus, Ohio: Ohio State University. Available online at http://www.ling.ohio-state.edu/~bjoseph/publications/1989-espiration.pdf%5B%5D
- Jones, Sir William (1786). "The Third Anniversary Discourse, on the Hindus." In Lehman, W. P. (ed.) (1967). A Reader in Nineteenth Century Historical Indo-European Linguistics. Bloomington: Indiana University Press. Available online at http://www.utexas.edu/cola/centers/lrc/iedocctr/ie-docs/lehmann/reader/chapterone.html%5B%5D
- Krishnamurti, Bhadriraju (2003). The Dravidian Languages. Cambridge: Cambridge University Press.
- Ladefoged, Peter (2003). Phonetic Data Analysis: An Introduction to Fieldwork and Instrumental Techniques. Oxford: Blackwell.
- Lyovin, Anatola V. (1997). An Introduction to the Languages of the World.
- Mithun, Marianne (1999). The Languages of Native North America. Cambridge: Cambridge University Press.
- OED (1989). The Oxford English Dictionary (2nd ed.). Oxford: Oxford University Press.
- Pederson, Holger (1962). The Discovery of Language. Bloomington: Indiana University Press.
- Picard, Marc (1984). "On the Naturalness of Algonquian ɬ." International Journal of American Linguistics 50:424-37.
- Sag, Ivan. A. (1974) "The Grassmann's Law Ordering Pseudoparadox," Linguistic Inquiry 5: 591-607.
- Szemerényi, Oswald J. L. (1960). Studies in the Indo-European System of Numerals. Heidelberg: C. Winter.
- –––– (1996). Introduction to Indo-European Linguistics (4th ed.). Oxford: Oxford University Press.
- Thomason, Sarah G. and Daniel L. Everett (n.d.). Pronoun Borrowing. Available online at https://web.archive.org/web/20060929174111/http://ling.man.ac.uk/info/staff/DE/pronborr.pdf
- Trask, R. L. (1996). Historical Linguistics. New York: Oxford University Press.
- "Vocabulary Words in the Algonquian Language Family" from Native Languages of the Americas

## Külső hivatkozások
- A szabályos hangmegfelelésekről (Rénhírek, 2010. február 3.)
- Angol–német mássalhangzó-megfelelések Archiválva 2007. február 12-i dátummal a Wayback Machine-ben (a rokon szavak listájához vezető linkeken további példák is elérhetők)
  - Gyakorlás: az angol megfelelő megállapítása a német alapján[halott link]
- Angol–német magánhangzó-megfelelések